# Alkandione

Diacetyl, kleinstes Alkandion

Die Alkandione bilden eine Untergruppe der Ketone bzw. der Diketone. Sie leiten sich namentlich und strukturell von den Alkanen ab und enthalten zwei Ketogruppen. Sie tragen geradlinige oder verzweigte Alkylgruppen. Sie enthalten keine anderen Heteroatome oder Mehrfachbindungen.
Ist stattdessen nur eine Ketogruppe enthalten, so spricht man von Alkanonen.
| C-Atome | Trivialname  | Chemische Bezeichnung                                      |
| ------- | ------------ | ---------------------------------------------------------- |
| 4       | Diacetyl     | Butandion                                                  |
| 5       | Acetylaceton | 2,4-Pentandion                                             |
| 6       | –            | 2,3-Hexandion, 2,4-Hexandion, 2,5-Hexandion, 3,4-Hexandion |